# Lewis Black

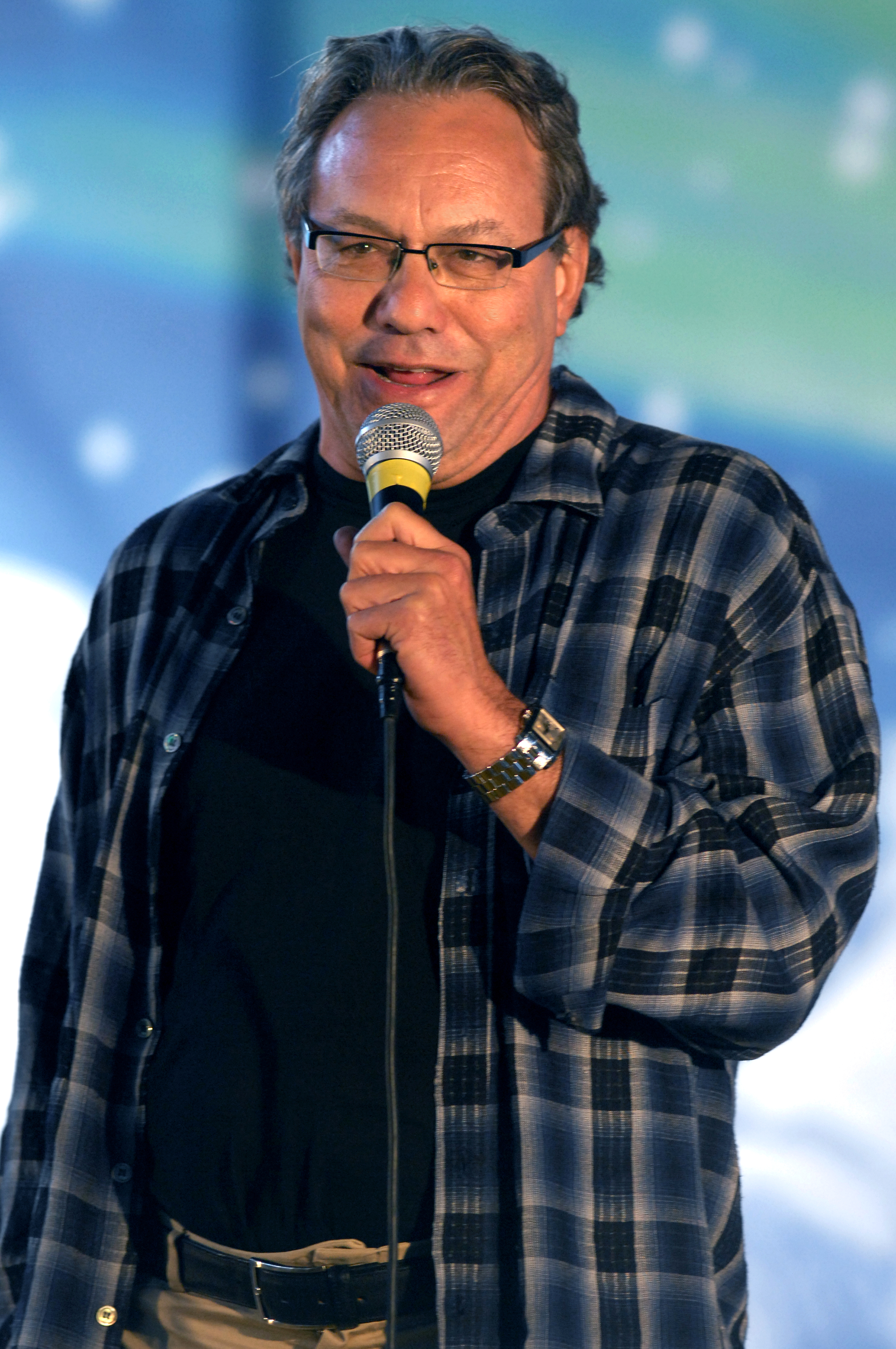
Lewis Black (2007)

Lewis Black (* 30. August 1948 in Silver Spring, Maryland) ist ein US-amerikanischer Komiker, Schauspieler und Autor.

## Leben
Ein Studium an der Yale University schloss er 1977 mit dem Master of Fine Arts ab. Lange Jahre war er am Theater tätig, bis er Anfang der 1990er-Jahre ins Comedyfach wechselte.
2000 wurde Black mit dem American Comedy Awards in der Kategorie Funniest Male Stand-Up Comic ausgezeichnet. 2007 wurde er mit dem Grammy Award für seine CD The Carnegie Hall Performance ausgezeichnet. Den nächsten Grammy Award erhielt Black 2011 mit dem Album Stark Raving Black.
Lewis Black hat häufig Gastauftritte in der satirischen Nachrichtensendung The Daily Show.

## Filmografie (Auswahl)
- 1986: Hannah und ihre Schwestern (Hannah and Her Sisters)
- 1990–1991: The Days and Nights of Molly Dodd (Fernsehserie, fünf Folgen)
- 1990: Jacob’s Ladder – In der Gewalt des Jenseits (Jacob's Ladder)
- 1991: Auf die harte Tour (The Hard Way)
- 1991: Law & Order (Fernsehserie, eine Folge)
- 1993: Joey Breaker
- 1993: Die Nacht mit meinem Traummann (The Night We Never Met)
- 1997: Homicide (Homicide: Life on the Street, Fernsehserie, eine Folge)
- 1997: Verrückt nach dir (Mad About You, Fernsehserie, eine Folge)
- 2004: Law & Order: Special Victims Unit (Fernsehserie, eine Folge)
- 2004: Educating Lewis (Fernsehfilm)
- 2005: The Happy Elf (Stimme)
- 2006: Die verrückte Reise der Pinguine (Farce of the Penguins, Stimme)
- 2006: East Broadway
- 2006: S.H.I.T. – Die Highschool GmbH (Accepted)
- 2006: Man of the Year
- 2006: Oh je, du fröhliche (Unaccompanied Minors)
- 2009: The Big Bang Theory (Fernsehserie, 1 Folge)
- 2010: Peep World (Stimme)
- 2010–2013: Mission Scooby-Doo (Scooby-Doo Mystery Incorporated, Fernsehserie, 23 Folgen, Stimme)
- 2011: Die Pinguine aus Madagascar (The Penguins of Madagascar, Fernsehserie, 1 Folge, Stimme)
- 2012–2014: Teenage Mutant Ninja Turtles (Fernsehserie, 2 Folgen, Stimme)
- 2015: Alles steht Kopf (Inside Out, Stimme)
- 2024: Alles steht Kopf 2 (Inside Out 2, Stimme)

## Bücher
- 2005: Nothing's Sacred
- 2008: Me of Little Faith
- 2010: I'm Dreaming of a Black Christmas

### DVDs
- 2002: Unleashed
- 2004: Black On Broadway
- 2006: A Pair of Lewis Black Shorts
- 2006: Red, White, and Screwed
- 2009: Stark Raving Black
- 2012: In God We Rust

### Audio-CDs
- 2000: The White Album
- 2002: Revolver
- 2002: The End of the Universe
- 2003: Rules of Enragement
- 2005: Luther Burbank Performing Arts Center Blues
- 2006: The Carnegie Hall Performance
- 2008: Anticipation
- 2010: Stark Raving Black
- 2011: The Prophet
- 2013: Lewis Black: Old Yeller (Live At The Borgata)